# Damernas förföljelse i bancykling vid olympiska sommarspelen 2000
Damernas förföljelse i bancykling vid olympiska sommarspelen 2000 avgjordes den 18 september 2000 i Dunc Gray Velodrome.

## Medaljörer
| Event                | Guld                            | Silver                   | Brons                          |
| Damernas förföljelse | Leontien Zijlaard Nederländerna | Marion Clignet Frankrike | Yvonne McGregor Storbritannien |

## Resultat

### Kvalificeringsrunda
| Placering | Namn               | Nation         | Tid      |
| --------- | ------------------ | -------------- | -------- |
| 1         | Leontien Zijlaard  | Nederländerna  | 3:31.570 |
| 2         | Marion Clignet     | Frankrike      | 3:34.636 |
| 3         | Yvonne McGregor    | Storbritannien | 3:35.492 |
| 4         | Sarah Ulmer        | Nya Zeeland    | 3:36.764 |
| 5         | Antonella Bellutti | Italien        | 3:36.967 |
| 6         | Judith Arndt       | Tyskland       | 3:37.609 |
| 7         | Alayna Burns       | Australien     | 3:38.223 |
| 8         | Erin Mirabella     | USA            | 3:38.431 |
| 9         | Natalia Karimova   | Ryssland       | 3:41.627 |
| 10        | Lada Kozlikova     | Tjeckien       | 3:43.019 |
| 11        | Rasa Mazeikyte     | Litauen        | 3:43.980 |
| 12        | Maria Luisa Calle  | Colombia       | 3:44.395 |

### Semifinaler
Heat 1
| Marion Clignet  | Frankrike      | 3:36.244 | (2:a) |
| Yvonne McGregor | Storbritannien | 3:38.409 | (3:a) |

Heat 2
| Leontien Zijlaard | Nederländerna | 3:30.816  | (1:a) |
| Sarah Ulmer       | Nya Zeeland   | Overtaken | (4:a) |

### Finaler
Final
| Leontien Zijlaard | Frankrike     | 3:33.360 |
| Marion Clignet    | Nederländerna | 3:38.751 |

Bronsmatch
| Yvonne McGregor | Storbritannien | 3:38.850 |
| Sarah Ulmer     | Nya Zeeland    | 3:38.930 |